# Кристоф Баден-Дурлахский
Маркграф Кристоф Баден-Дурлахский (нем. Christoph von Baden-Durlach; 5 июня 1717 — 18 декабря 1789) — австрийский (священно-римский) фельдмаршал (1770). 

## Биография
Родился в 1717 году, третий сын своего отца, также Кристофа Баден-Дурлахского. Начал свою военную карьеру в 1734 году в качестве командира роты в армии своего отчима, Иоганна Вильгельма Саксен-Эйзенахского. Затем служил в вюртембергской армии генерал-адъютантом герцога Карла Александра Вюртембергского и командиром пехотного полка. 
Во время Войны за польское наследство сражался на Рейне. Во время очередной Австро-турецкой войны командовал вюртембергским пехотным полком, отправленным в помощь Австрии. Принимал активное участие в Войне за австрийское наследство. В 1761 году был произведён в фельдцейхмейстеры (полные генералы) австрийской службы, а в 1770 году — в фельдмаршалы.